# Венеційська работоргівля

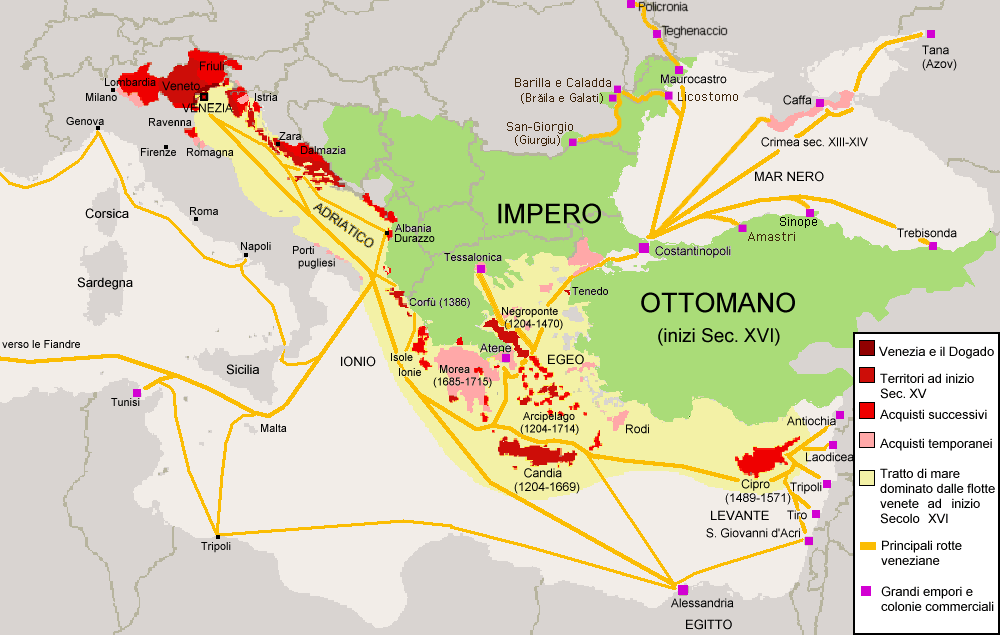
Республіка Венеція

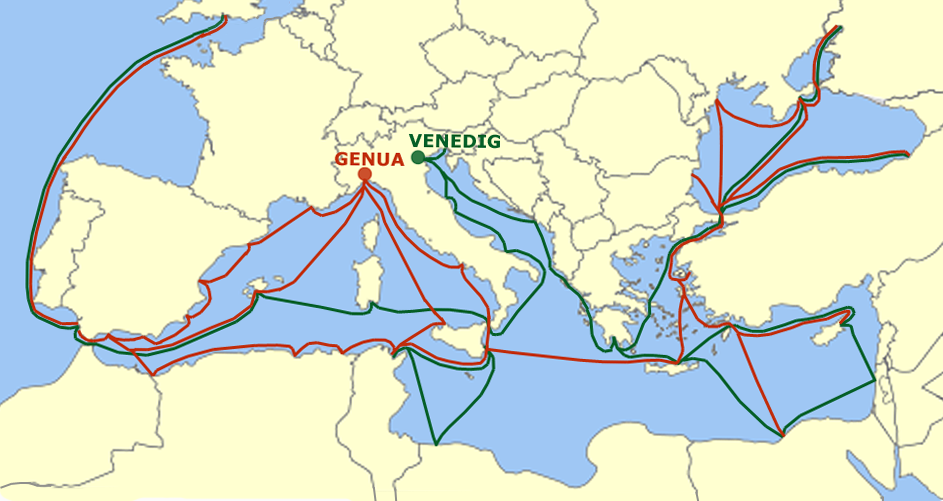
Морські республіки Генуя (червоний) та Венеція (зелений) та їхні торговельні шляхи в Середземноморському регіоні

Венеційська работоргівля — важливий аспект економічної та соціальної історії Венеційської республіки, що охоплює період від раннього до пізнього Середньовіччя. Рабство і торгівля невільниками відігравали значну роль у становленні та розвитку Венеції як провідної морської держави та впливової торговельної імперії в Середземномор'ї. Цей феномен включав у себе придбання, транспортування та продаж людей з різних регіонів, що мало далекосяжні наслідки для демографії, економіки та суспільства як самої Венеції, так і тих територій, звідки походили раби.
Існувало кілька окремих торгових шляхів венеційської работоргівлі. У балканській работоргівлі венеційські купці купували військовополонених-язичників, а потім продавали їх до Південної Європи або на Близький Схід через Егейські острови. У пізнішій Чорноморській работоргівлі венеційці засновували колонії в Криму та купували рабів різних релігій для продажу безпосередньо через Чорне море до Південної Європи через Крит та Балеарські острови або на Близький Схід. Венеційці зіткнулися з конкуренцією з генуезькою работоргівлею.
Обидва шляхи доставки невільників Венецією були закриті у XV столітті через завоювання Османської імперії, оскільки ці шляхи були інтегровані в османську работоргівлю. Це поклало край старим шляхам імпорту рабів до Європи, що сприяло розвитку атлантичної работоргівлі для забезпечення європейських колоній в Америці рабською робочою силою.

## Передісторія
У Середньовіччі неформальні рабські зони формувалися вздовж релігійних кордонів. І християни, і мусульмани забороняли поневолення людей своєї віри, але обидві релігії схвалювали поневолення людей іншої віри.
Таким чином, работоргівля органічно поєднувалася з релігійними принципами. Хоча християни не поневолювали християн, а мусульмани не поневолювали мусульман, і ті, й інші вважали законним поневолення людей, яких вони вважали єретиками або розкольниками, що дозволяло католицьким християнам поневолювати православних, а мусульманам-сунітам — мусульман-шиїтів.
У Європі раннього Середньовіччя ще існував ринок рабів, але його поступово почали поступово витісняти на користь кріпацтва. Однак на ісламському Близькому Сході існував великий ринок рабів, а європейських рабів у мусульманському світі називали «сакаліба». Венеційська республіка була одним із перших постачальників рабів-сакаліба до мусульманського світу. До IX століття Венеційська республіка процвітала завдяки работоргівлі з мусульманським світом.
Рабство вимерло в Західній Європі після ХІІ століття, але попит на робочу силу після Чорної смерті призвів до відродження рабства в Південній Європі в Італії та Іспанії, а також до збільшення попиту на бранців у рабство в Єгипті.

## Постачання
Работоргівля у Венеційській республіці фактично була розділена на окремі маршрути работоргівлі. І балканський, і чорноморський шляхи постачали переважно язичницьких рабів до Південної Європи і, більшою мірою, до мусульманського світу.

### Балкани
Балканська работоргівля здійснювалася венеційськими работорговцями з VII століття маршрутом з Балкан через Адріатичне та Егейське моря до ісламського Близького Сходу ітривала до османського завоювання Балкан у XV столітті.
До VI та VII століть Балкани належали Візантійській імперії, але були розділені вторгненнями аварів, слов'янських племен та інших народів. Нові народи, що заселили Балкани, спочатку не заснували жодної централізованої держави, що створило ситуацію перманентної політичної нестабільності на Балканах. Різні племена вели війни один проти одного і брали військовий полон. Через відсутність централізованої держави, яка б могла домовлятися про викуп, сформувалася звичка, за якою військовополонених у міжплемінних війнах на Балканах часто продавали венеційським купцям на узбережжі Адріатичного моря. Це переросло у велику работоргівлю, в якій венеційці купували бранців з Балкан, яких продавали в Імперію ромеїв та ісламського Близького Сходу, що сприяло зростанню Венеції як великої торговельної імперії до ХІ століття.
Венеційці купували рабів у Далмації у торговців вздовж річки Нарента, а також самі здійснювали набіги на рабів, щоб захопити їх у Далмації.
Раби, яких венеціанці купували на узбережжі Адріатичного моря, перевозились венеційцями на ринки рабів на островах Егейського моря, звідки більшість продовжувала свою діяльність до Єгипту.

### Італійський півострів
748 року було помічено, що венеційські работорговці купували рабів у Римі. Однак торгівля християнськими рабами із Західної Європи викликала глибоку неприязнь католицької церкви і була припинена ще на ранніх етапах. У 840 році Венеція підписала пакт з іншими італійськими містами про повернення рабів-утікачів, а також про відмову від захоплення християн для продажу в рабство.

### Прага та Центральна Європа
У ранньому Середньовіччі Венеція також постачала рабів з Центральної Європи через Прагу, яка в X столітті була центром работоргівлі в Європі, торгуючи слов'янами-язичниками.
Венеційські работорговці брали участь у празькій работоргівлі, купуючи рабів, а також метал через східні перевали Альп. Слов'янські язичники були схожі на балканських язичників і використовувалися для продажу мусульманському світу як рабів-сакаліба.
Празька работоргівля вимерла в ХІ столітті, оскільки після переходу східних слов'ян у католицизм легально постачати робочу силу стало неможливо.

### Чорноморський регіон
Італійські купці, особливо генуезці та венеційці, які мали широку мережу контактів як торговці в Середземному морі, рано утвердилися в чорноморській работоргівлі. Спочатку вони робили це як мандрівні купці, але з часом їм вдалося заснувати власні торгові колонії в Криму.
У ХІІІ столітті після падіння Константинополя 1204 року візантійський контроль у Криму послабився, тому італійські торгові колонії взяли під свій контроль чорноморську работоргівлю: 1206 року Венеційська республіка заснувала свою колонію в Криму в Судаку, а пізніше в Тані, а 1266 року — Генуезька республіка в Каффі.
Більшість рабів в італійській работоргівлі на Чорному морі потрапляли в рабство трьома основними способами: як військовополонені під час воєн, таких як монгольські завоювання, війни між Золотою Ордою та Ільханатом, а також завоювання Тимура; через набіги работоргівців; або через продаж батьками власних дітей чи родичів у рабство, що відбувалося через бідність і було регулярним і поширеним явищем, особливо після Чорної Смерті, коли попит на рабів був високим як у Південній Європі, так і на Близькому Сході.
Поширеними жертвами рабства були фінно-угорські та тюркські язичники.
Паралельно із заснуванням італійських колоній у Криму Монгольська імперія розгромила східноєвропейскі державні утворення, тому італійська чорноморська работоргівля розширювалася паралельно з монгольською війною, причому монголи заохочували цю торгівлю, використовуючи її, щоб позбутися, зокрема, руських рабів. Наприклад, монголи продавали місцевих селян, які не могли платити данину, італійським работорговцям у Криму.

## Ринок рабів
Ринок рабів був поділений на дві частини. Південній Європі постачали рабів-чоловіків для важкої праці або рабинь для домашньої роботи як поневолених служниць. Ісламський ринок Близького Сходу потребував рабинь як домашню прислугу або для сексуального рабства як наложниць гарему; кастрованих рабів-чоловіків для євнухів або неушкоджених рабів-чоловіків для військового рабства як рабів-солдатів.

### Єгипет та Близький Схід
Поряд з балканською чорноморська работоргівля була, одним із двох основних джерел постачання рабів для майбутніх мамлюцьких солдатів, які йшли в рабство Мамлюцького султанаті в Єгипті. Меншу кількість рабів продавали в Італії та Іспанії як поневолених домашніх слуг, яких називали ancillae.
Італійська работоргівля на Чорному морі мала два основні маршрути: з Криму до Візантійського Константинополя, а потім через Крит і Балеарські острови до Італії та Іспанії; або до Мамлюцького султанату в Єгипті, який отримував більшість рабів.
Принаймні з 1382 року більшість мамлюків Єгипетського мамлюцького султанату рабського походження походили з чорноморської работоргівлі; до ХІХ століття сотні черкеських чоловіків, призначених для мамлюків, були продані через чорноморську работоргівлю.

### Південна Європа
Більшість рабів, вивезених до Південної Європи (Італії та Іспанії), були дівчатами, оскільки вони мали стати служницями, тоді як більшість рабів, близько 2 000 щороку, вивозили до єгипетського Мамлюкського султанату, і в цьому випадку більшість з них були хлопчиками, оскільки Мамлюкський султанат потребував рабів-солдатів.
Серед відомих рабів була Маддалена, мати Карла де Медічі (1428—1492), яка, як зазначається, була черкеською рабинею, купленою 1427 року у Венеції як «сертифікована незайманка». Також існували теорії, що мати Леонардо да Вінчі, Катерина, теж була рабинею.

## Кінець работоргівлі
Венеційська работоргівля з Балкан поступово припинилася паралельно з османським завоюванням Балкан протягом XV століття. Работоргівля з Балкан була припинена як окрема работоргівля, а османи перехопили її та включили до османської работоргівлі, яка на Балканах була пов'язана з кримською работоргівлею.
Після падіння Константинополя в 1453 році османи припинили торгівлю між Кримом і Заходом. Работоргівля поступово зменшувалася, і в 1472 році зареєстровано лише 300 рабів, вивезених з Каффи.
З 1440-х років Іспанія та Португалія почали імпортувати своїх рабів спочатку з Канарських островів, а потім з Африки; спочатку через транссахарську работоргівлю з Лівії, а потім, розпочавши атлантичну работоргівлю.
1475 року Османська імперія завоювала італійські міста в Криму, тому работоргівлю перейняли мусульманські работорговці.
Венеційські работорговці не могли конкурувати з османсько-кримською конкуренцією. Після цього вони придбали меншу кількість рабів у османських работорговців через транссахарську работоргівлю. Однак венеціанська работоргівля невдовзі була витіснена в Європі атлантичною работоргівлею XVI століття.